# Labná
Labná és un jaciment arqueològic mesoamericà i centre cerimonial de la civilització maia precolombina, situat a la península de Yucatán. Està situat al sud del gran jaciment maia d'Uxmal, al sud-oest de l'actual estat de Yucatán, a Mèxic. Va ser incorporat a Uxmal com a Patrimoni de la Humanitat l'any 1996.

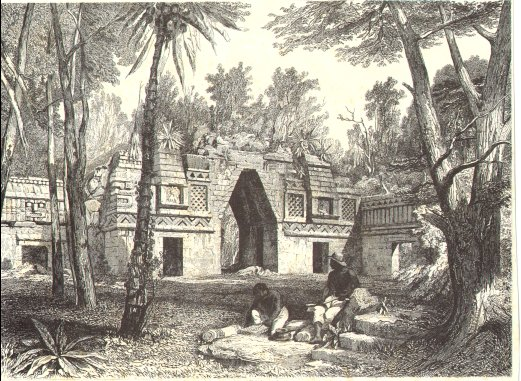
Pòrtic a Labná, dibuix de Frederick Catherwood.

Es compon de diversos edificis, el més grandiós dels quals s'alça sobre una terrassa de 120 m. de llarg i 50 d'ample, coberta per obres de fàbrica en tota la seva extensió. El front mesura 90 m. de llarg i consta de tres part distintes de diferent estil. Tota la façana resta coberta de relleus sobre pedra, molt interessants. En un dels angles del cantó esquerra si veia un adornament de pedra consistent en les mandíbules d'una animal ferotge, dintre dels quals apareixia una testa humana. El primer edifici que hom troba en arribar a les ruïnes, es troba sobre un monticle piramidal de 15 m. d'elevació, i quan estava complet degué tenir 13 m. de front per 7 de fondària. Té tres portes, per la central s'entra a dues peces de 8 m. de llarg i 2 d'ample cadascuna. Sobre la cornisa de l'edifici s'alça un mur perpendicular fins a 10 m. ple de grans figures i feines d'estuc, avui en fragments, i que són peculiars d'aquestes ruïnes, no havent exemple d'obra d'art tant curiosa i extraordinària en cap altra país. A la part superior i descollant sobre la paret apareixia una filera de calaveres, sota la qual hi havia dues fileres de relleus antropomorfes dels que sols queden restes de braços i cames. Sobre la porta d'entrada hi havia una figura colossal assentada i sostenint sobre el seu cap una gran bola decorada en un cantó amb una figura humana i una mà enlairada com per a deturar la bola pròxima a caure.
A una distància de 65 m. hi ha una porta arcada, i hi havia dos altres edificis a dreta i esquerra, un pati amb departaments al costat del pòrtic, guarniments d'estuc i pintura sobre les portes, etc.

## Galeria d'imatges

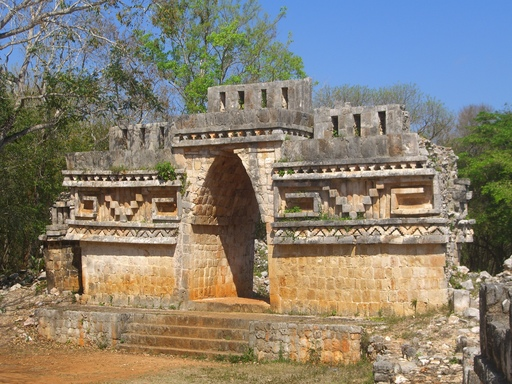
L'arc del triomf
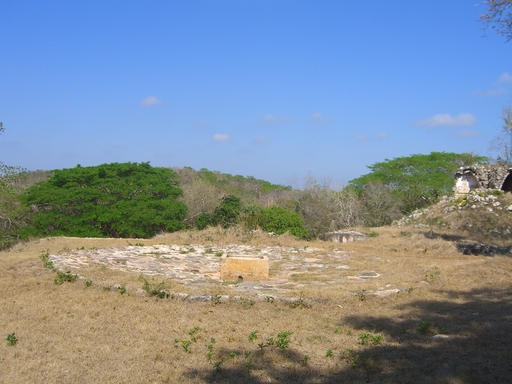
Diposit per a guardar l'aigua de pluja
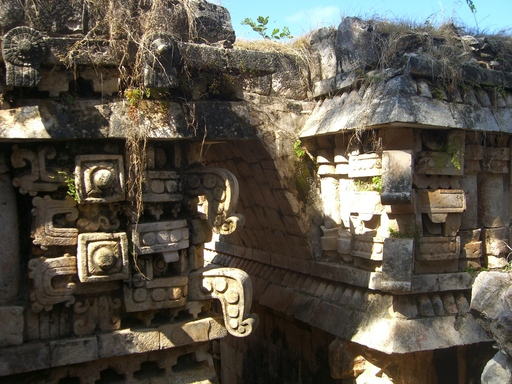
Palau de Labnà, escultures i ornaments
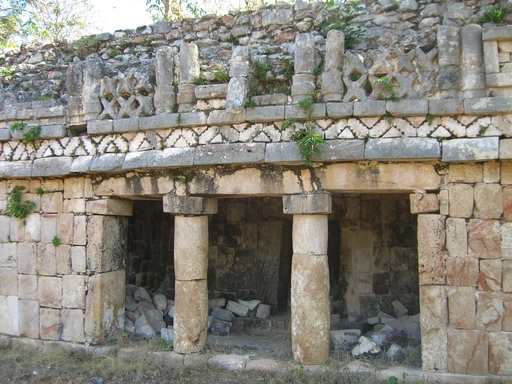
Gran entrada al Palau de Labnà amb els suport de columnes
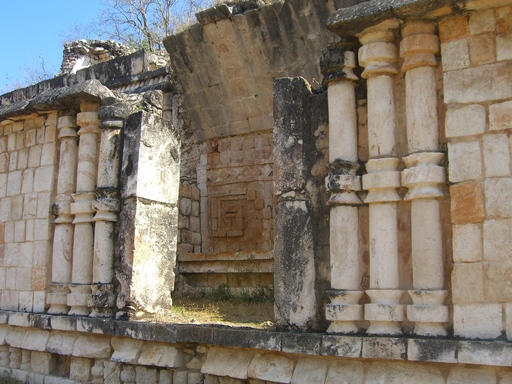
Falsa columna a l'entrada del Palau de Labnà.